# Sandra Klösel
Sandra Klösel, née le 22 juin 1979 à Oberkirch, est une joueuse de tennis allemande, professionnelle de 1995 à 2009.

## Carrière
Elle possède 9 titres en simple et 6 en double sur le circuit ITF, dont le tournoi de Bordeaux en 2007 avec Timea Bacsinszky.
En 2005, sélectionnée pour la seconde fois en équipe d'Allemagne de Fed Cup, elle permet à son pays de retrouver le groupe mondial grâce à sa victoire en play-offs contre la croate Jelena Kostanić.

## Parcours en Grand Chelem

### En simple dames
| Année | Open d'Australie | Open d'Australie | Internationaux de France | Internationaux de France | Wimbledon       | Wimbledon       | US Open         | US Open        |
| ----- | ---------------- | ---------------- | ------------------------ | ------------------------ | --------------- | --------------- | --------------- | -------------- |
| 1998  | 1er tour (1/64)  | C. Martínez      | 1er tour (1/64)          | Virginia Ruano           | -               | -               | -               | -              |
| 1999  | -                | -                | -                        | -                        | -               | -               | 3e tour (1/16)  | Martina Hingis |
| 2005  | -                | -                | 2e tour (1/32)           | Patty Schnyder           | -               | -               | 1er tour (1/64) | Anna Smashnova |
| 2006  | 1er tour (1/64)  | Maria Sharapova  | 1er tour (1/64)          | Melinda Czink            | 1er tour (1/64) | Flavia Pennetta | 1er tour (1/64) | S. Kuznetsova  |
| 2007  | 1er tour (1/64)  | F. Schiavone     | 1er tour (1/64)          | Li Na                    | 1er tour (1/64) | Katie O'Brien   | 1er tour (1/64) | Ágnes Szávay   |
| 2008  | 2e tour (1/32)   | V. Azarenka      | 1er tour (1/64)          | Lucie Šafářová           | -               | -               | -               | -              |

À droite du résultat, l’ultime adversaire.

### En double dames
| Année | Open d'Australie              | Open d'Australie             | Internationaux de France   | Internationaux de France | Wimbledon                    | Wimbledon                | US Open | US Open |
| ----- | ----------------------------- | ---------------------------- | -------------------------- | ------------------------ | ---------------------------- | ------------------------ | ------- | ------- |
| 1998  | 1er tour (1/32) Mariana Díaz  | K. Guse R. McQuillan         | -                          | -                        | -                            | -                        | -       | -       |
| 2006  | 1er tour (1/32) M. Koryttseva | S. Foretz Ant. Serra Zanetti | -                          | -                        | -                            | -                        | -       | -       |
| 2007  | 1er tour (1/32) Aravane Rezaï | Anabel Medina Sania Mirza    | 1er tour (1/32) V. Razzano | Kudryavtseva Emma Laine  | 2e tour (1/16) A. Hlaváčková | M. Krajicek A. Radwańska | -       | -       |

Sous le résultat, la partenaire ; à droite, l’ultime équipe adverse.

## Parcours en Fed Cup
| #                                                                   | Date       | Lieu  | Surface      | Gagnante(s)                       | Perdante(s)                 | Score     |          |
|                                                                     |            |       |              |                                   |                             |           |          |
| 2005 - 1er tour (groupe mondial II) - Allemagne - Indonésie - 4 : 1 |            |       |              |                                   |                             |           |          |
| 1                                                                   | 23/04/2005 | Essen | Terre (ext.) | Wynne Prakusya Romana Tedjakusuma | Sandra Klösel Julia Schruff | 7-65, 6-4 | Parcours |
|                                                                     |            |       |              |                                   |                             |           |          |
| 2005 - Barrage (groupe mondial I) - Croatie - Allemagne - 1 : 4     |            |       |              |                                   |                             |           |          |
| 2                                                                   | 09/07/2005 | Bol   | Terre (ext.) | Sandra Klösel                     | Jelena Kostanić             | 6-2, 6-4  | Parcours |
|                                                                     |            |       |              |                                   |                             |           |          |
| 2007 - 1er tour (groupe mondial II) - Allemagne - Croatie - 4 : 1   |            |       |              |                                   |                             |           |          |
| 3                                                                   | 21/04/2007 | Fürth | Terre (ext.) | Jelena Kostanić                   | Sandra Klösel               | 6-3, 6-1  | Parcours |

## Classements WTA

### Classements en simple en fin de saison
| Année | 1994 | 1995 | 1996 | 1997 | 1998 | 1999 | 2000 | 2001 | 2002 | 2003 | 2004 | 2005 | 2006 | 2007 | 2008 | 2009 |
| Rang  | 540  | 309  | 172  | 120  | 164  | 150  | -    | 428  | 143  | 168  | 189  | 91   | 100  | 153  | 157  | 752  |

Source : (en) « Classements de Sandra Klösel », sur le site officiel du WTA Tour

### Classements en double en fin de saison
| Année | 2001 | 2002 | 2003 | 2004 | 2005 | 2006 | 2007 | 2008 |
| Rang  | 320  | 225  | 379  | 396  | 143  | 252  | 137  | 413  |

Source : (en) « Classements de Sandra Klösel », sur le site officiel du WTA Tour